# Códice de Leningrado

Fotografia de um trecho do Códice.

O Códice de Leningrado ("Codex Leningradensis, L") é um manuscrito do texto massorético, escrito em pergaminho e datado de 1008 EC. De acordo com o seu colofão, é a cópia completa mais antiga das Bíblia Hebraica do mundo. O texto encontra-se na famosa Biblioteca Pública de São Petersburgo, na Rússia.
Atualmente, o Códice de Leningrado, é o mais importante texto Hebraico reproduzido na Bíblia Hebraica de Kittel (BHK, 1937) e na Bíblia Hebraica Stuttgartensia (BHS, 1977). Serve como texto base para as modernas traduções da Bíblia e como fonte para que eruditos trabalhem na recuperação de detalhes nas partes faltantes do Codex de Aleppo.

## Nome
O Códice de Leningrado recebe esse nome porque está guardado na Biblioteca Nacional da Rússia em São Petersburgo desde 1863 (antes de 1917, chamada Biblioteca Pública Imperial). Em 1924, após a Revolução Russa, Petrogrado (anteriormente São Petersburgo) foi renomeada Leningrado, e, como o códice foi usado como texto básico para a Bíblia Hebraica desde 1937, ficou conhecido internacionalmente como "Códice de Leningrado". Embora o nome da cidade tenha sido restaurado para o original São Petersburgo após a dissolução da União Soviética em 1991, a Biblioteca Nacional da Rússia solicitou que "Leningrado" fosse mantido no nome do códice.

## Conteúdo
O texto bíblico encontrado no códice, contém a letra-texto hebraica, junto com os tiberianos Niqqud e Cantillation. Além disso, possui notas massoréticas em suas  margens. Há também vários suplementos técnicos que tratam dos detalhes textuais e linguísticos, muitos dos quais  são pintados em formulários geométricos. O codex é escrito em pergaminho. A ordem dos livros no Códice de Leningrado segue a tradição textual Tiberiana (Sefardita), que combina também a tradição mais antiga de manuscritos bíblicos.
A ordem de marcações para os livros difere da maioria de Bíblias hebraicas impressos para os  livros do Ketuvim judaico. No Codex de Leningrado, a ordem de Ketuvim está: I Crônicas, Salmos, Jó, Provérbios, Rute, Cântico dos cânticos, Eclesiastes, Lamentações, Ester, Daniel,  e Esdras-Neemias.

O Códice de Leningrado, foi bem conservado e está em excelentes condições, mesmo após um milênio. Fornece também base para a arte judaica medieval. Dezesseis de suas páginas contêm desenhos padrões geométricos decorativos que iluminam as passagens do texto. A página da assinatura mostra uma estrela com os nomes dos escritores  nas bordas.

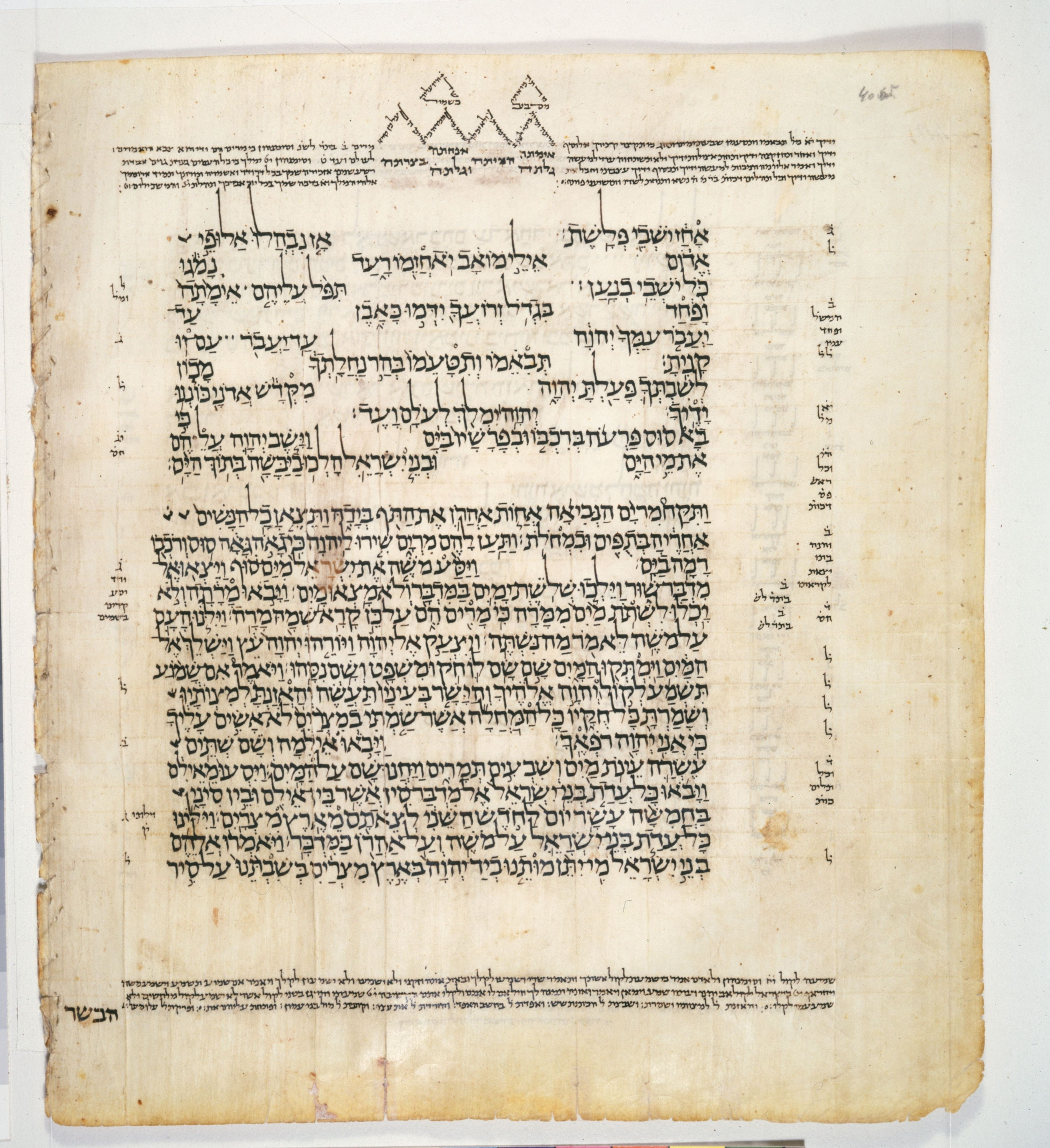
Fotografia do Fólio 40, verso, do Códice de Leningrado.
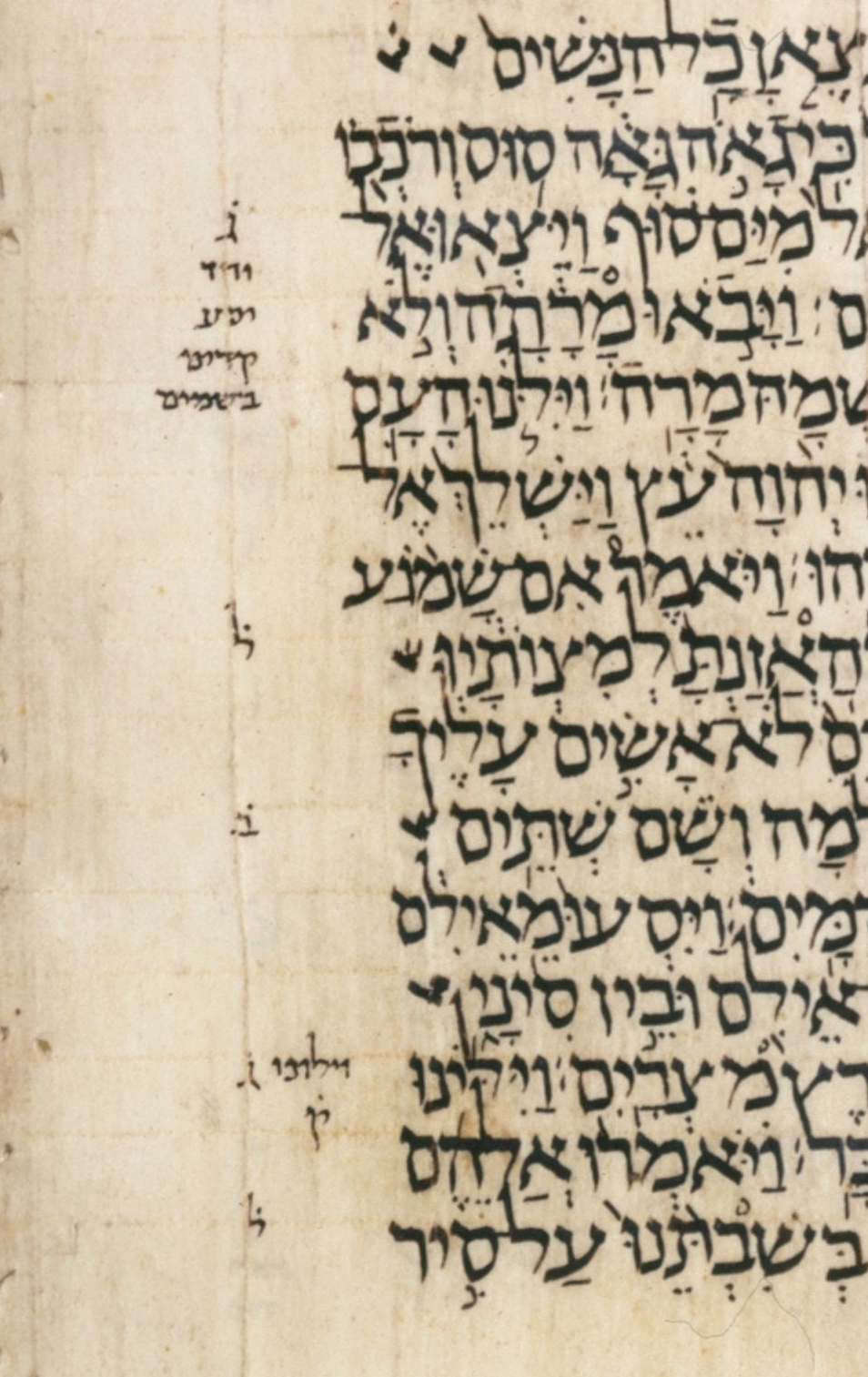
Fotografia de trecho do Códice.
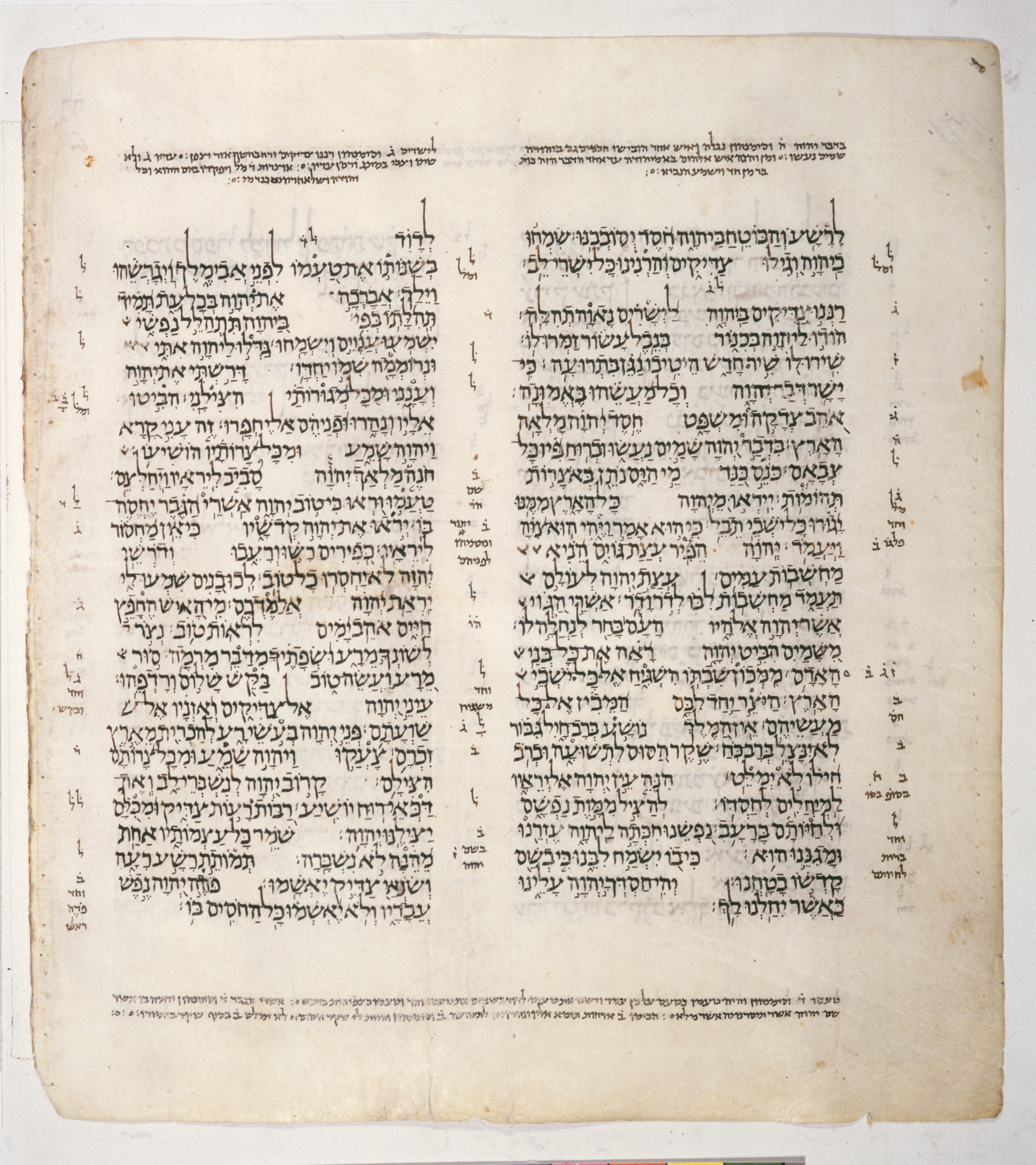
Fotografia de uma página completa do Códice.
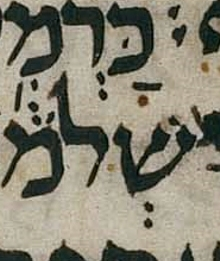
Fotografia da palavra כרמי no Códice.
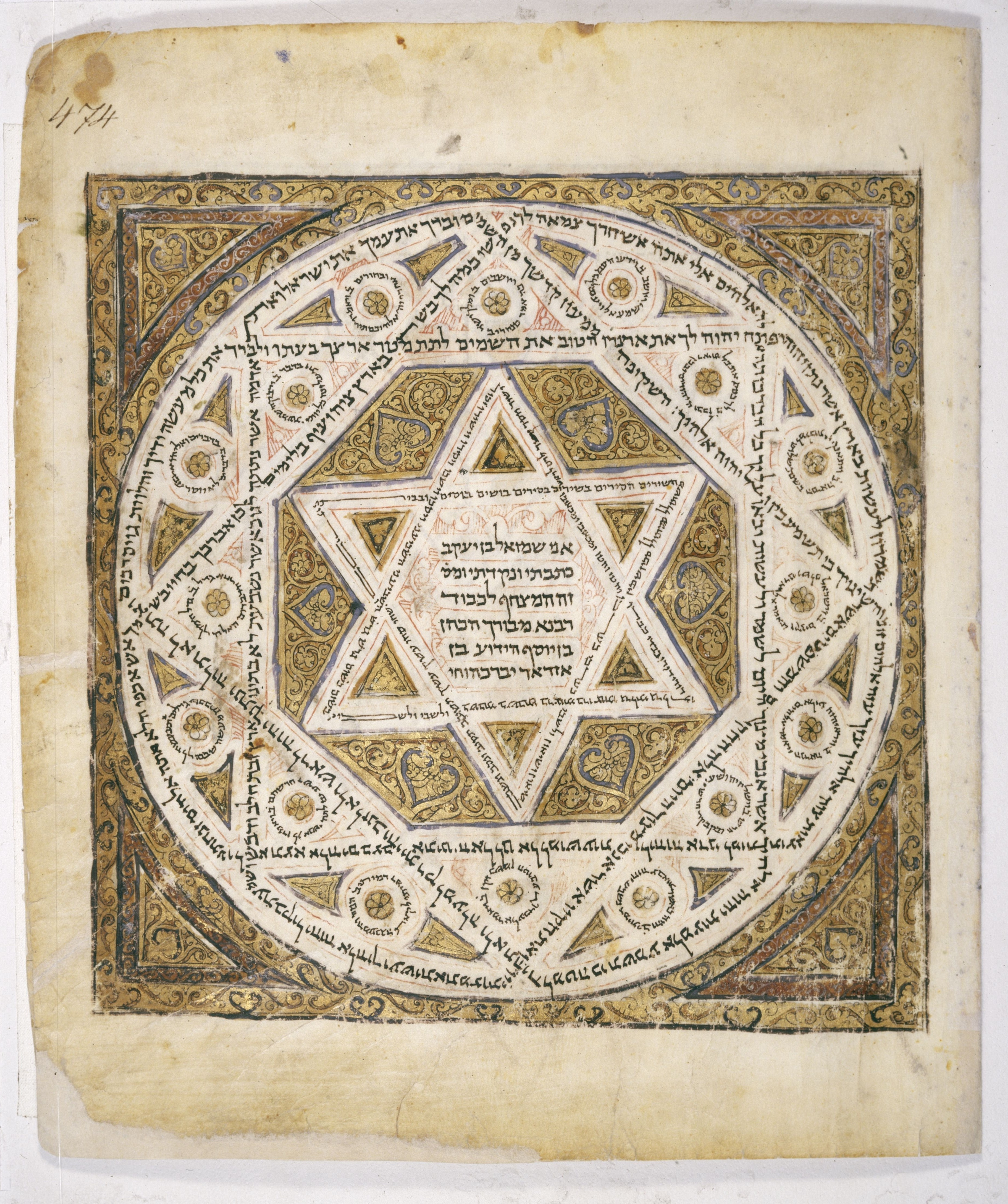
Fotografia de página do tapete do Códice.

## História
De acordo com o Colophon (book), o códice foi copiado em Cairo, sendo um dos manuscritos copiados em 1008 EC - "dos livros corrigidos, preparados e anotados por Aaron ben Moses ben Asher, o instrutor".
Acredita-se ser um manuscrito bem mais fiel do que o tradicional Codex Aleppo. Seu proprietário anterior, o coletor Abraham Firkovich, não deixou nenhum indício em seus escritos, sobre como  adquiriu o códice, por volta de 1838. Algum tempo depois, em 1863, foi transferido para a Biblioteca Nacional da Russia em São Petersburgo. Por volta de 1917, foi rebatizado de Codex Leningradensis, mesmo nome da cidade onde fica a biblioteca que o abriga.
O códice está agora preservado na Biblioteca Nacional da Rússia, registrado como "Firkovich B 19 A". Seu antigo proprietário, o colecionador caraíta Abraham Firkovich, não deixou nenhuma indicação em seus escritos de onde havia adquirido o códice, que foi levado para Odessa em 1838 e posteriormente transferido para a Biblioteca Imperial em São Petersburgo.

## Edições modernas

### Bíblia Hebraica
Em 1935, o Códice de Leningrado foi emprestado ao Seminário do Velho Testamento da Universidade de Leipzig, por dois anos, quando Paul E. Kahle usou seu texto como base para a transcrição para o texto hebraico da terceira edição da Rudolf Kittel's Biblia Hebraica (BHK), publicada em Stuttgart, 1937. O Códice foi usado também para a tradução da Bíblia Hebraica Stuttgartensia (BHS) em 1977, e será usado para Biblia Hebraica Quinta (BHQ). Como um trabalho original feito pelos massoretas Tiberianos, o Códice de Leningrado está  por diversos séculos, bem à frente de outros manuscritos hebraicos, que tinham sido usados por todas as edições precedentes de Bíblias hebraicas impressas até a Rudolf Kittel's Biblia Hebraica (BHK).
The Westminster Leningrad Codex é uma versão digital, do Códice de Leningrado mantido por J. Alan, para pesquisa Bíblica avançada no Westminster Theological Seminary. Esta é uma versão eletrônica verificada da BHS, com várias correções. A versão atual, inclui notas e ferramentas de transcrição para analisar a sintaxe.

### Edições Judaicas
O Códice de Leningrado serviu também como a base para duas  importantes edições judaicas da Bíblia  Hebraica (Tanak):
- The Dotan edition, official Tanak of Israel Defense Forces , 1990.
- The New Jewish Publication Society of America Version, JPS Hebrew-English Tanakh (Philadelphia, 1999).